# Erbil SC
Erbil Sports Club (arabiska: اربيل, kurdiska: یانهی وهرزشی ههولێر) är en idrottsförening med säte i staden Erbil i Irak. Klubben är även känd som Hewlêr, det kurdiska namnet för Arbil. Klubben, som är en av de högst rankade i Irak, vann Irakiska Premier League för tredje året i rad 2009. För första gången i historien vann Arbil irakiska Premier League efter att de slagit al-Quwa al-Jawiya (1–0) i finalen den 6 juli 2007. Den 24 augusti 2008 försvarade Arbil sin status som irakiska Premier League-mästare med en seger över Bagdadlaget al-Zawraa. Den 16 juli 2009 blev de irakiska mästare för tredje året i rad efter att ha besegrat Najaf FC på straffar i finalen. Totalt är de det nionde laget i historien att vinna den irakiska ligan. År 2012 upprepade de bedriften.
Arbil Sport Club är det första irakisk-kurdiska laget att kvalificera sig för AFC Champions League och även arabiska Champions League. De deltog i 2009 års AFC-cup för första gången i historien tillsammans med al-Zawraa, men slogs ut i kvartsfinalen. 2012 och 2014 nådde de cupfinalen men förlorade. Arbil FC var den första irakiska klubben att köpa utländska spelare.

## Franso Hariri Stadium
Franso Hariri Stadium är den stadion där Arbil spelar sina hemmamatcher. Arenan, som byggdes 1992, rymmer 28 000 personer, vilket gör den till den näst största i Irak efter Al Shaab Stadium i Bagdad. 
Stadion är uppkallad den kände kurdiske politikern Franso Hariri som blev mördad den 18 februari 2001. Han stod bland annat för en modern återuppbyggnad av stadion. Från början hette stadion bara Arbil Football Stadium, men efter mordet på Hariri förklarade Kurdistans regionala regering (KRG) tre dagar av sorg och bytte namn på anläggningen till Franso Hariri Stadium.

## Framgångar
- Champions League-gruppspel: 2008
- AFC Cup-kvartsfinal: 2009, final: 2012 och 2014
- Irakiska mästare (4): juli 2006, augusti 2007, september 2008 och december 2011.[3]
- Arab Champions League-åttondelsfinal: augusti 2007.